# Medioantenna clavata
Medioantenna clavata är en ringmaskart som beskrevs av Imajima 1997. Medioantenna clavata ingår i släktet Medioantenna och familjen Polynoidae. Inga underarter finns listade i Catalogue of Life.